# Friedrich Sarre
Friedrich Sarre (ur. 22 czerwca 1865 w Berlinie, zm. 31 maja 1945 w Neubabelsbergu) – niemiecki orientalista, archeolog i historyk sztuki. Specjalizował się w historii sztuki islamskiej.

## Życiorys
W latach 1895 do 1896 odwiedził rejony starożytnej Frygii, Likaonii i Pizydii, jak również Iranu. Jego zbiory zostały wystawione w Berlinie w roku 1899 oraz na wystawie sztuki muzułmańskiej w Paryżu w 1903 roku. Razem z Ernstem Herzfeldem prowadził wykopaliska w Samarze, stolicy dynastii Abbasydów z IX wieku. Podsumowanie swoich prac zawarł w Archäologische Reise im Euphrat-und Tigris Gebeit. W latach 1921–1931 był dyrektorem wydziału sztuki islamskiej Muzeum Cesarza Fryderyka (obecnie Muzeum Bodego) położonego na Wyspie Muzeów w Berlinie, któremu przekazał wiele cennych dzieł sztuki w tym: Mihrab z Kaszanu, Pokój z Aleppo.